# SN 2006dj
SN 2006dj – supernowa typu Ib odkryta 5 czerwca 2006 roku w galaktyce UGC 12287. W momencie odkrycia miała maksymalną jasność 18,90m.